# Siegfried & Roy
 Der er for få eller ingen kildehenvisninger i denne artikel, hvilket er et problem. Du kan hjælpe ved at angive troværdige kilder til de påstande, som fremføres i artiklen.

Siegfried & Roy var to tysk-amerikanske tryllekunstnere, der arbejde på Las Vegas Strip i USA. Deres show kørte i mange år og var berømt for brug af vilde dyr, særligt hvide tigre, men også hvide løver.[kilde mangler]
For at sikre at de hele tiden havde hvide tigre til deres show, fik de indrettet deres egen zoo, hvor de avlede dem.
Siegfried Fischbacher (født 13. juni 1939, Rosenheim - 13. januar 2021, Las Vegas) og Roy Horn (3. oktober 1944, Nordenham - 8. maj 2020, Las Vegas) blev født i Tyskland hhv. lige før og under 2. verdenskrig. De emigrerede til USA, hvor de er blevet amerikanske statsborgere.
Siegfried er en traditionel tryllekunstner, mens Roy altid har beskæftiget sig med eksotiske dyr.
De mødtes i 1959 det tyske passagerskib TS Bremen, hvor de begge arbejdede. Siegfried var steward og Roy var tjener. Siegfried begyndte at lave trylleshow for nogle af passagerene og endte med at få sit eget show med Roy som assistent. Parret blev fyret for at have taget en levende gepard med ombord.
De begyndte at optræde i Las Vegas, og i 1972 vandt de en pris for året bedste show. I 1990 blev de ansat af Steve Wynn, bestyreren af The Mirage (et af de største hoteller i Las Vegas). De fik 57,5 millioner dollars om året.[kilde mangler]} I starten af år 2000 underskrev de en kontrakt på livstid med hotellet. Duoen optrådte i ca. 5.730 show[kilde mangler] hvoraf de fleste var i The Mirage. Deres show stoppede den 3. oktober 2003, efter at Roy var blevet skambidt af en af tigrene, mens han optrådte på scenen. Roy overlevede kun med nød og næppe.
I 2000 var Siegfried & Roy de 9. højst betalte berømtheder lige under Steven Spielberg.[kilde mangler] I mange af årene boede parret sammen.
Roy døde 8. maj 2020 i en alder af 75, på Mountain View Hospital i Las Vegas af komplikationer efter at være blevet smittet med COVID-19.[28][29][30]
Siegfried døde 13. januar 2021 af cancer efter en kort sygdomsperiode.